# 麓谷体育公园站
麓谷体育公园站位于中华人民共和国湖南省长沙市岳麓区桐梓坡路与麓云路交叉口地下，是长沙地铁6号线的地铁车站，2022年6月28日开通。

## 车站周边
- 麓谷工业园
- 麓谷体育公园
- 桐梓坡西路